# Gonzalo Jar Couselo
Gonzalo Jar Couselo (Lérez, 14 de agosto de 1949 - Madrid, 25 de diciembre de 2009), General de División de la Guardia Civil y doctor en Ciencias políticas, fue un destacado intelectual que publicó numerosas y relevantes obras sobre temas militares, policiales y de derecho humanitario.

## Reseña biográfica

### Vida profesional como militar
Nació en Pontevedra, a la orilla del río Lérez y enfrente del Monasterio de San Benito, donde estaba situada su casa familiar. Hizo sus primeros estudios en el Colegio de la Inmaculada de Pontevedra. Hijo de Guardia Civil ingresó en 1968 en la Academia General del Ejército en Zaragoza, para pasar después a la Academia de Oficiales de la Guardia Civil en El Escorial y Aranjuez. Tuvo su primer empleo como Teniente de la Guardia Civil en 1973 en la Academia de Guardias de San Lorenzo de El Escorial, para ser nombrado seguidamente Teniente Jefe de Línea de Pola de Lena (Asturias), y en 1977 incorporarse como Teniente Jefe del Destacamento de Tráfico de Lugo. Finalmente, en 1979  se instala en Torrelavega, Cantabria, como Capitán Jefe de la Compañía de esta ciudad.
En 1981 inicia su etapa docente como capitán profesor primero, y comandante después, en la Academia de Cabos de Guadarrama (hasta 1989) y en la Academia de Promoción de San Lorenzo de El Escorial (entre 1989 y 1993). En 1993, con motivo del ascenso a Teniente Coronel, se traslada a Madrid, instalándose en la Dirección General de la Guardia Civil, que será su domicilio hasta su fallecimiento.
A partir de ahí ocupó diferentes empleos en su condición de Guardia Civil, primero durante un año en el Gabinete del director general de la Guardia Civil, después en el Gabinete de Estudios y Prospectiva de la Secretaría de Estado de Seguridad y finalmente, entre 1997 y 1999, en la Subdirección General de Personal.
En 1999 llegó a la Gerencia de Infraestructuras y Equipamientos, organismo autónomo adscrito a la Secretaría de Estado de Seguridad del Ministerio de Interior, donde comenzará como Jefe de Área, llegando a ocupar en 2003 el cargo de Secretario General, en el que permaneció hasta su fallecimiento. Durante estos años ascendió a Coronel (2000), General de Brigada (2004) y General de División (2008). Bajo su mandato como máximo responsable de la Gerencia de Infraestructuras del Ministerio del Interior gestionó la construcción y puesta en marcha de la nueva Comandancia de la Guardia Civil de Pontevedra.

### Formación académica y publicaciones

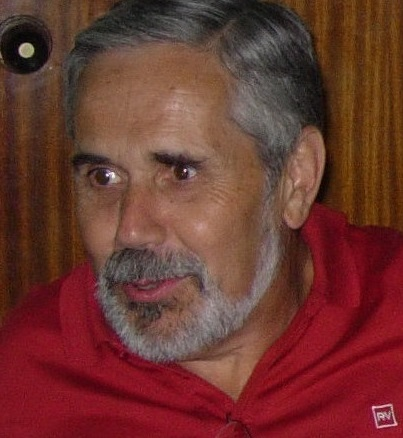
Gonzalo Jar Couselo, General de la Guardia Civil y escritor.

En 1984 obtiene la Diplomatura en Criminología, a la que seguirá el inicio de los estudios de Ciencias Políticas y Sociología en la Universidad Complutense de Madrid, que finalizarán con la lectura de su tesis sobre el modelo policial español, obteniendo con la máxima calificación el doctorado en Ciencias Políticas. La tesis sería publicada años después, en 1995. A partir de este momento comienza una exitosa carrera profesional en el ámbito académico, con  la publicación de varios artículos y libros que profundizan en sus estudios policiales y de seguridad y participaciones en conferencias y congresos en diferentes universidades y centros de estudio, españoles, pero también extranjeros (Holanda, Francia, Argentina y República Dominicana).

### Centro de Estudios de Derecho Internacional Humanitario (CEDIH) de Cruz Roja.
Formó parte del Centro de Estudios de Derecho Internacional Humanitario (CEDIH) de Cruz Roja. En este centro desarrolló las tareas de divulgación del Derecho Internacional Humanitario, y estudios sobre Minas Antipersona, Bombas Racimo y corresponsales de guerra. Participó como ponente en la Conferencia de Oslo que prohibió las minas antipersona. Además, estuvo en Mozambique durante dos meses, impartiendo cursos a los mandos militares del país africano, y también en México, e intervino como  perito en el juicio en la Audiencia Nacional por la muerte del periodista José Couso en la guerra de Irak.

### Participación en la asociación para la normalización lingüística del gallego
Se integró en la asociación de funcionarios por la normalización lingüística del gallego, iniciando una serie de colaboraciones, que incluyeron publicaciones, así como su participación en actos y reuniones en defensa de la lengua y cultura  gallega. Sus contribuciones a la normalización lingüística están recogidas en la obra colectiva “En galego, con toda seguridade” y “En galego, agora e sempre”.
Su trayectoria personal de  apoyo a los derechos humanos y su defensa de la identidad gallega, determinaron que la Irmandade Xurídica Galega decidiese rendirle un homenaje, con la inauguración de un monumento erigido en un lugar próximo a su casa familiar de Lérez. Entre el centenar de asistentes que se sumaron al acto estaban el fiscal general del Estado, Cándido Conde Pumpido; el presidente y el fiscal jefe de la Audiencia de Pontevedra, Francisco Javier Menéndez Estébanez y Juan Carlos Aladro; el magistrado del Tribunal Supremo, Luciano Varela; el delegado del Gobierno de Galicia, Antón Louro; el alcalde de Pontevedra Miguel Lores, el portavoz municipal del PP, Telmo Martín, el Jefe Superior de Policía de Galicia, García Mañá y el secretario general de Política Lingüística, Anxo Lorenzo.

## Vida personal
Estaba casado con Mariluz Rodríguez Medel, y tenía dos hijas, Ana y Marta Jar.

## Distinciones
- Amigo de Pontevedra, título que le fue concedido en 2004.
- Monumento instalado en Pontevedra, constituido por una estatua que representa el busto del General Jar, obra del escultor José Molares.[3]
- Participó en dos ocasiones como miembro del jurado en los Premios de la Crítica en Mondariz.
- En julio de 2009 fue nombrado Juez Honorario del Coto Mixto.
- Medalla de Oro de la Cruz Roja, (a título póstumo).
- Gran Cruz del Mérito Militar, con distintivo blanco (2007).
- Cruz de Plata de la Orden del Mérito de la Guardia Civil (2006).
- Gran Cruz de la Real y Militar Orden de San Hermenegildo (2004).

## Publicaciones

### Libros
- «La protección de los periodistas en caso de conflicto armado». Valencia, 2007.[4]
- «Modelos comparados de policía». Madrid, 2000. ISBN 84-8155-642-4
- «Las mujeres en la policía y en las fuerzas armadas. Especial referencia a la Guardia Civil». Madrid,1997.
- «Modelo policial español y policías autónomas». Madrid, 1995. ISBN 84-8155-073-6

### Artículos de revista
- La Guardia Civil en el primer tercio del siglo XX. Cuadernos de la Guardia Civil: Revista de seguridad pública, N.º 43, 2011.
- Mujeres corresponsales de guerra. Cuadernos de periodistas: revista de la Asociación de la Prensa de Madrid, N.º 16, 2009.
- El Tratado de prohibición de las bombas de racimo. Revista Española de Derecho Militar, N.º 93, 2009.[5]
- La participación de las gendarmerías en caso de conflicto armado: el caso de la GNR. portuguesa. Cuadernos de la Guardia Civil: Revista de seguridad pública, N.º 35, 2007.
- Los ejércitos como actores en las emergencias humanitarias. Revista española de derecho militar, N.º  90, 2007.
- La muerte de José Couso, ¿un crimen de guerra?  Cuadernos de periodistas: revista de la Asociación de la Prensa de Madrid, N.º 3, 2005.[6]
- Periodistas y guerra: una perspectiva desde el Derecho Internacional Humanitario. Revista española de derecho militar, N.º 83, 2004.
- La protección de los periodistas en los conflictos armados. Tiempo de paz,  N.º 68, 2003 (Ejemplar dedicado a: La seguridad colectiva y el uso unilateral de la fuerza).
- El papel de la Policía en una sociedad democrática. Reis: Revista española de investigaciones sociológicas, N.º 85, 1999.
- Jueces-policías: problemas de relación entre poderes judicial y ejecutivo. Cuadernos de derecho judicial, N.º 7, 1998.
- La función social de la Guardia Civil. Cuadernos de trabajo social, N.º 7, 1994.
- La mujer en la Guardia Civil: Una perspectiva sociológica. Reis: Revista española de investigaciones sociológicas, N.º 59, 1992.
- La Guardia Civil en Navarra (18-07-1936). Príncipe de Viana, Año n.º 52, N.º 192, 1991.

### Obras colectivas
Publicó, asimismo, numerosas colaboraciones en obras colectivas. Entre ellas:
- Derechos y libertades ante las nuevas amenazas a la seguridad global. Valencia, 2005.
- Los retos humanitarios del siglo XXI. Valencia, 2004.
- El derecho internacional humanitario en una sociedad internacional en transición. Santiago de Compostela, 2003.
- Ayuda humanitaria y cooperación al desarrollo. Cuenca, 1999.